# Matmos
Matmos — дуэт из Сан-Франциско, сотрудничающий с лейблом Matador Records. Группа состоит из M. C. (Martin) Schmidt и Drew Daniel, однако для записей и выступлений часто привлекаются музыканты из других проектов. Matmos работают преимущественно в стиле «конкретной музыки».

## Известные работы
В 1998 Matmos сделали ремикс на сингл Бьорк Alarm Call. В дальнейшем, Matmos сотрудничали с Бьорк на её альбомах Vespertine (2001) и Medúlla (2004), выступали с ней в концертных турах. В ноябре 2004, Matmos провели 97 часов в Yerba Buena Center for the Arts, исполняя музыку с друзьями, гостями и зрителями. Живой альбом Work, Work, Work, состоящий из лучших записей сессии, был размещён на сайте для бесплатного скачивания.

## Дискография

### Альбомы
- Matmos (1998, OLE-380)
- Quasi-Objects (1998, OLE-381)
- The West (1999)
- A Chance to Cut Is a Chance to Cure (2001, OLE-489)
- The Civil War (2003)
- The Rose Has Teeth in the Mouth of a Beast (2006, OLE-677)
- Supreme Balloon (2008)
- The Marriage of True Minds  (2013)

### EP
- Full On Night
- California Rhinoplasty (2001)
- Rat Relocation Program (2004)
- For Alan Turing (2006)

### Ограниченные тиражи
- Matmos Live with J Lesser (2002)
- A Viable Alternative to Actual Sexual Contact (2002, Piehead Records)
- A Paradise of Dainty Devices: interludes, micromedia & sound edits (2007)